# Jane's Bashful Hero
Jane's Bashful Hero è un cortometraggio muto del 1916 diretto da George D. Baker.

## Produzione
Il film fu prodotto dalla Vitagraph Company of America.

## Distribuzione
Distribuito dalla General Film Company, il film - un cortometraggio in una bobina - uscì nelle sale cinematografiche statunitensi il 31 gennaio 1916.